# 印第安福爾斯 (紐約州)
印第安福爾斯（英語：Indian Falls）是位於美國紐約州傑納西縣的非建制地區。

## 歷史
印第安福爾斯的郵局於1866年設立，其後於1933年停運。

## 地理
印第安福爾斯所處的海拔為高於海平面253米（即830英呎），而該地所採用的時區為UTC-5，即北美东部时区（EST）。同時該地設有夏令時間，為UTC-5調快一小時，即UTC-4（EDT）。